# Picumnus sclateri
Picumnus sclateri là một loài chim trong họ Picidae.